# De Grey
De Grey – rzeka okresowa w Australii, w północno-zachodniej części stanu Australia Zachodnia. Ma 310 km długości. Wypływa pod nazwą Oakover we wzgórzach Robertson Range na południowy wschód od miasta Marble Bar, skąd płynie na północ. W środkowym biegu skręca w kierunku północno-zachodnim, gdzie łączy się z rzeką Nullagine i przyjmuje nazwę De Grey. Głównymi dopływami rzeki są rzeki Shaw oraz Coorgan. Uchodzi do Oceanu Indyjskiego około 70 km na północny wschód od miasta Port Hedland.
Australijski odkrywca Francis Gregory zbadał rzekę w 1861 roku i nazwał ją na cześć George'a Robinsona, 3. hrabiego de Grey (późniejszego 1. markiza Ripon). W 1888 roku bogate złotonośne pola regionu Pilbara przyciągnęły wielu osadników do doliny rzeki, prowadząc do powstania dynamicznie rozwijających się miast. Położona na skraju zasiedlonych terenów, z Wielką Pustynią Piaszczystą na północy, dolina rzeki De Grey sprzyja hodowli owiec, bydła i koni. Australijska autostrada Great Northern Highway przecina rzekę kilka mil od wybrzeża.